# Johann Michael Bernhold
Johann Michael Bernhold (* 5. Juni 1735 in Creglingen; † 12. Januar 1797 in Uffenheim) war ein deutscher Mediziner und Philologe.

## Leben
Johann Michael Bernhold war ein Sohn des 2. Diakons von Creglingen, Wolfgang Ludwig Bernhold, und dessen Ehefrau Anna Elisabetha, geb. Werner. Er studierte an den Universitäten in Halle und Jena Medizin und wurde zum Doktor der Philosophie und der Medizin promoviert. 1760 wurde er Physikus in Mainbernheim und ab 1770 wirkte als Physikus in Creglingen und Uffenheim. Bernhold wurde zunächst markgräflich Brandenburg-Ansbach-Kulmbachischer und später Königlich-Preußischer Hofrat.
Als Philologe ist er vor allem bekannt für seine 1787 unter dem Titel De opsoniis et condimentis sive arte coquinaria erschienene erste moderne Apicius-Neuausgabe von De re coquinaria, des ältesten Kochbuchs der römischen Antike. Die Edition des lateinischen Textes wurde bei dieser Ausgabe von dem Nürnberger Konrektor der St.-Sebald-Schule und Philologen Andreas Götz (1698–1780) bearbeitet.
Am 6. Februar 1781 wurde er mit dem akademischen Beinamen Claudius Agaternus unter der Matrikel-Nr. 850 als Mitglied in die Leopoldina aufgenommen und später auch zu deren Adjunkt gewählt.

## Werke
- Caelii Apicii de opsoniis et condimentis, sive arte coquinaria libri X cum lectionibus variis atque indice. Knenlein, Marktbreit 1787 (Digitalisat)